# Letting Go (Dotan)
Letting Go è un singolo del cantante olandese Dotan, pubblicato il 5 settembre 2019.

## Tracce
1. Letting Go – 3:36